# Unterseeboot 428
L'Unterseeboot 428 ou U-428 est un U-Boot type VIIC utilisé par la Kriegsmarine pendant la Seconde Guerre mondiale.
Le sous-marin n'a mené aucune patrouille, par conséquent il n'endommagea ou ne coula aucun navire pendant son service.
Il a été sabordé le 3 mai 1945 dans le nord de l'Allemagne suivant les ordres de l'Amiral Karl Dönitz (Opération Regenbogen). L'épave fut renflouée et démolie en 1946.

## Conception
Unterseeboot type VII, l'U-428 avait un déplacement de 769 tonnes en surface et 871 tonnes en plongée. Il avait une longueur totale de 67,10 m, un maître-bau de 6,20 m, une hauteur de 9,60 m, et un tirant d'eau de 4,74 m. Le sous-marin était propulsé par deux hélices de 1.23 m, deux moteurs diesel F46 de 6 cylindres produisant un total de 2 060 à 2 350 kW en surface et de deux moteurs électriques Siemens-Schuckert GU 343/38-8 produisant un total 550 kW, en plongée. Le sous-marin avait une vitesse en surface de 17,7 nœuds (32,8 km/h) et une vitesse de 7,6 nœuds (14,1 km/h) en plongée. Immergé, il avait un rayon d'action de 80 milles marins (150 km) à 4 nœuds (7,4 km/h; 4,6 milles par heure), en surface, son rayon d'action était de 8 500 milles nautiques (soit 15 700 km) à 10 nœuds (19 km/h).
L'U-428 était équipé de cinq tubes lance-torpilles de 53,3 cm (quatre montés à l'avant et un à l'arrière) et embarquait quatorze torpilles. Il était équipé d'un canon de 8,8 cm SK C/35 (220 coups) et d'un canon anti-aérien de 20 mm Flak.

## Historique
Le sous-marin fut commandé le 5 juin 1941 à Dantzig (Danziger Werft), sa quille fut posée le 13 août 1942, il fut lancé le 11 mars 1943 et mis en service le 26 juin 1943, sous le commandement du Capitano di corvetta Athos Fraternale.
Il servit dans la 8. Unterseebootsflottille jusqu'au 8 septembre 1943, dans la 23. Unterseebootsflottille jusqu'au 28 février 1945 et dans la 31. Unterseebootsflottille jusqu'au 3 mai 1945.
L'U-boot fut nommé S-1 lorsqu'il fut acquis par la Marine italienne en échange de quelques navires de transport. Il fut récupéré le 10 septembre 1943 par l'Allemagne après la reddition italienne, où il fut rebaptisé U-428 le 28 octobre.
Le sous-marin fut sabordé à la position 54° 19′ N, 9° 40′ E, dans le canal de Kiel près de Audorf le 3 mai 1945 lors de l'Opération Regenbogen. L'épave fut démolie en 1946.

## Affectations
- 8. Unterseebootsflottille du 26 juin 1943 au 8 septembre 1943 (Flottille d'entraînement).
- 23. Unterseebootsflottille du 26 octobre 1943 au 28 février 1945 (Navire-école).
- 31. Unterseebootsflottille du 1er mars 1945 au 3 mai 1945 (str-b).

## Commandement
- Capitano di corvetta Athos Fraternale du 26 juin 1943 au 3 septembre 1943.
- Oberleutnant zur See Helmut Münster du 26 octobre 1943 au 1er mai 1944.
- Oberleutnant zur See Hans-Ulrich Hanitsch du 2 mai 1944 au 3 mai 1945.